# 狭叶长药八宝
狭叶长药八宝（学名：[Hylotelephium spectabile var. angustifolium] 错误：{{Lang}}：文本有斜体标记（帮助））为景天科八宝属下的一个变种。

## 扩展阅读
- 維基物種上的相關：狭叶长药八宝